# Jimmy Snuka
James Reiher Snuka, beter bekend als Jimmy "Superfly" Snuka en geboren als James Wiley Smith (Fiji, 18 mei 1943 – Pompano Beach, 15 januari 2017), was een Fijisch professioneel worstelaar en acteur. Hij was als worstelaar in de jaren 80, bekend van de World Wrestling Federation (WWF) en Extreme Championship Wrestling (ECW).
Reihers kinderen, James Reiher jr. (bekend onder de ringnamen Deuce en Sim Snuka) en Sarona Reiher (bekend onder de ringnaam Tamina Snuka) zijn ook worstelaars.
Op 10 mei 1983 overleed zijn vriendin Nancy Argentino onder verdachte omstandigheden. In 2015 werd Snuka aangeklaagd voor moord op zijn vriendin. Kort voor zijn overlijden werd hij van vervolging ontslagen omdat hij leed aan dementie en ongeneeslijk ziek was.
In mei 2015 werd maagkanker bij hem geconstateerd. Jimmy Snuka overleed in 2017 op 73-jarige leeftijd.

## In het worstelen
- Finishers
  - Superfly Splash (Diving splash; uitvinder)
  - Backbreaker

- Signature moves
  - Body slam
  - Delayed suplex
  - Diving crossbody
  - Elevated mounted punches
  - Headbutt
  - Piledriver
  - Various knife–edged chops

## Prestaties
- All Japan Pro Wrestling
  - World's Strongest Tag Team League (1981; met Bruiser Brody)

- Big Time Wrestling
  - NWA Texas Heavyweight Championship (1 keer)
  - NWA Texas Tag Team Championship (1 keer met Gino Hernandez)

- Continental Wrestling Association
  - CWA International Tag Team Championship (1 keer met JT Southern)

- Extreme Championship Wrestling
  - ECW World Heavyweight Championship (2 keer)
  - ECW Television Championship (1 keer)

- Georgia Championship Wrestling
  - NWA National Tag Team Championship (1 keer met Terry Gordy)

- Mid-Atlantic Championship Wrestling
  - NWA United States Heavyweight Championship (1 keer)
  - NWA World Tag Team Championship (2 keer; 1x met Paul Orndorff en 1x met Ray Stevens)

- NWA All-Star Wrestling
  - NWA Canadian Tag Team Championship (1 keer met Don Leo Jonathan)

- NWL WRESTLING
  - NWL Heavyweight Championship (1 keer)

- Pacific Northwest Wrestling
  - NWA Pacific Northwest Heavyweight Championship (5 keer)
  - NWA Pacific Northwest Tag Team Championship (6 keer met Dutch Savage)

- Pro Wrestling Illustrated
  - PWI Tag Team of the Year (1980) - met Ray Stevens

- World Wide Wrestling Alliance
  - WWWA Heavyweight Championship (1 keer)

- World Wrestling Federation
  - WWF Hall of Fame (Class of 1996)

- Andere titels
  - Tri-State Heavyweight Championship (1 keer)
  - USA New York Championship (1 keer)
  - USA Pro Heavyweight Championship (1 keer)
  - SXA United States of America Championship (1 keer)